# Catacombe van Nicomedes

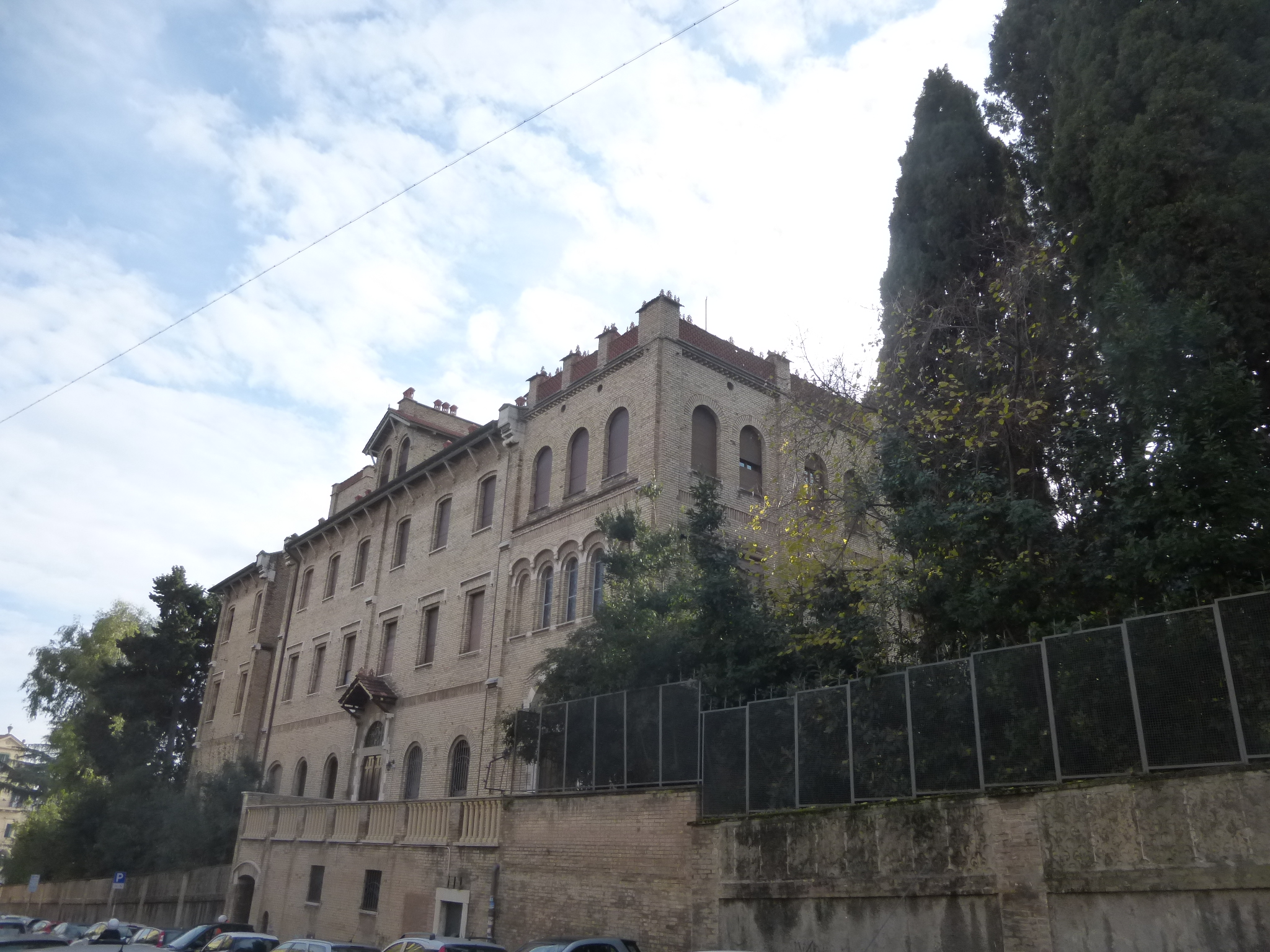
Het klooster Notre Dame des Oiseaux, gebouwd boven de catacombe

De Catacombe van Nicomedes (Italiaans: Catacomba di San Nicomede) is een van de catacombecomplexen in de Italiaanse stad Rome. De catacombe ligt aan de Via Nomentana ten noordoosten van de door de Aureliaanse Muur omgeven stadskern.

## In de literatuur
Met uitzondering van de Notitia ecclesiarum urbis Romae, getuigen de andere oude bronnen, de liturgische bronnen en de andere itinerariums voor vroegmiddeleeuwse pelgrims van de begrafenis van Sint-Nicomedes bij de poort van Via Nomentana, tegenwoordig Porta Pia. De passio verwijst naar de begrafenis van Sint-Nicomedes in een stuk land dat eigendom was van de presbyter Giusto iuxta muros via Nomentana. De Liber pontificalis, in de biografie van paus Bonifatius V (eerste helft van de zevende eeuw), verwijst naar de bouw van een basiliek op het graf van de martelaar. Ook worden met betrekking tot paus Adrianus I (eind van de achtste eeuw) restauraties aan de kerk van Sint-Nicomedes foris porta Nomentana genoemd.
Ondanks de rijkdom aan literaire bronnen, is de exacte locatie van de catacombe in kwestie tot op de dag van vandaag onbekend.

## Archeologische vondsten
Vanaf Antonio Bosio onderzoek deed tot in de 20e eeuw zijn er verschillende galerijen ontdekt in het gebied van de vermoedelijke catacombe, maar geen van deze is met zekerheid geïdentificeerd met deze catacombe.
- Bosio verwijst in zijn werk Roma sotterranea aan het begin van de zeventiende eeuw naar de ontdekking van een hypogeum rechts van de Porta Pia, die hij identificeert met de Catacombe van Nicomedes. Van dit hypogeum, dat Bosio in detail beschrijft, is later geen spoor meer gevonden.
- In de 19e eeuw ontdekte de archeoloog Giovanni Battista de Rossi twee hypogea, van verschillende grootte en omvang, in het pand dat toen toebehoorde aan de markies Patrizi, en geen van deze is te identificeren met het door Bosio ontdekte bouwwerk. Vandaag de dag is er geen spoor meer van het kleinere hypogeum. Het grootste hypogeum bevindt zich onder Via dei Villini: de door Rossi ontdekte overblijfselen van een apsismonument dat de archeoloog identificeerde met de basiliek gewijd aan de martelaar Nicomedes. Hij publiceerde de resultaten van zijn ontdekkingen en iedereen was ervan overtuigd dat de Catacombe van Nicomedes was gevonden.
- Deze identificatie duurde tot de jaren 1920, toen, ter gelegenheid van de bouw van het gebouw van het ministerie van Verkeer, meer dan dertig ondergrondse tunnels op twee verdiepingen werden ontdekt. Andere galerijen werden ontdekt in de daarop volgende jaren, en archeologen waren ervan overtuigd dat ze de echte gemeenschapsbegraafplaats van Nicomedes hadden geïdentificeerd. Helaas ging alles verloren door de constructie van de gebouwen erboven.

In het gebied van deze catacombe zijn er door de eeuwen heen minstens drie particuliere en familiehypogea ontdekt, waarvan de enige die vandaag de dag bestaat het Hypogeum van Via dei Villini is, onder de voormalig klooster van de Notre Dame des Oiseaux.